# Inverleith HC
Inverleith Hockey Club is een Schotse hockeyclub uit Edinburgh.
Inverleith werd in 1917 opgericht. In 1976 trad Inverleith aan als bekerwinnaar in het Europacup I-toernooi te Amsterdam. In hun enige Europacup-deelname eindigden de mannen op de achtste plaats in de einduitslag.